# Los unos y los otros (programa de televisión)
Los unos y los otros fue un programa de televisión argentino  conducido por Catherine Fulop de género Talk Show puesto al aire el 3 de enero de 2011 en América TV. El programa se emitía de lunes a viernes a las 15:30 (UTC -3) y después pasó a las 17:30 (Nuevo horario).

## Programa
El programa en un comienzo fue un remake del programa de intercambio de esposas, pero al no convencer de todo a sus productores, el programa dio un giro y desde ese entonces el ciclo se encarga de entrevistar a personas que se presentan voluntariamente a buscar a familiares, ya sea a búsquedas de padres, madres, que no ven desde el día de su nacimiento por distintas circunstancias o en búsquedas de hijos que se los arrebataron al nacer, entre otros casos.
El programa logró unir a más de 200 familias mediante análisis de ADN.
Durante la temporada 2011/2012, también el programa consistía en declararle a una persona conocida del participante que deseaba ser su pareja, con los ojos vendados y con distintas técnicas que la conductora sabía llevar adelante.
La sección del programa era específicamente así:
- El "Participante A" se comunica con el programa y manifiesta que desea confesar al "Participante B" que siente atracción hacia esta persona.
- La producción se comunica con el "Participante B" y lo invita al programa, durante el programa se le vendan los ojos y este comienza a hacer preguntas para intentar adivinar quién es la otra persona, las preguntas las responde la conductora, Andrea Politti de acuerdo a las señas que le haga el "Participante A".
- Luego en el final del programa se le quita la venda de los ojos y debe decidir si quiere intentar tener una relación con el otro participante.

En octubre de 2013, Andrea Politti comunica al público que a partir del año próximo no continuará en el ciclo ya que las historias de vida que se cuentan en el programa son realmente muy fuertes y aunque ella se mostraba muy fuerte ante las cámaras, le repercutía en su vida personal y la llevaba al desgaste físico constante incluso llevándola hasta el desmayo en vivo en dos ocasiones.
A partir de febrero de 2014, el ciclo comenzó a ser presentado por Oscar González Oro, desde ese entonces el programa consta también en ayudar a niños con discapacidades de clases sociales bajas, recibiendo gran cantidad de donaciones para el bienestar del mismo, y demás temas de índole solidaria.
A partir de agosto de 2015, el ciclo comenzó a ser presentado por Catherine Fulop.
A partir del lunes 7 de marzo de 2016, el ciclo comenzó a ser presentado nuevamente por Andrea Politti, junto con su nuevo equipo compuesto por: Catalina Dlugi, Soledad Larghi, Carla Conte, Jimena Grandinetti y Carlos Ares.

## Recepción

### Índice de audiencia promedio 2011
| Enero      | 21  | 3,59 | -     | 5,2 | 1,8 |
| Febrero    | 20  | 4,28 | +0,69 | 5,7 | 3,1 |
| Marzo      | 23  | 4,32 | +0,04 | 5,2 | 3,1 |
| Abril      | 21  | 4,89 | +0,57 | 6,4 | 3,8 |
| Mayo       | 22  | 6,14 | +1,25 | 7,7 | 4,6 |
| Junio      | 22  | 6,34 | +0,20 | 7,6 | 5,0 |
| Julio      | 21  | 6,18 | -0,16 | 7,6 | 4,7 |
| Agosto     | 23  | 5,89 | -0,29 | 7,8 | 4,0 |
| Septiembre | 22  | 5,60 | -0,29 | 6,7 | 4,4 |
| Octubre    | 21  | 5,97 | +0,37 | 7,6 | 4,9 |
| Noviembre  | 22  | 5,53 | -0,44 | 7,0 | 3,2 |
| Diciembre  | 23  | 5,14 | -0,39 | 7,2 | 3,4 |
| Promedio   | 260 | 5,33 | -     | 7,8 | 1,8 |

### Índice de audiencia promedio 2012
| Enero      | 22  | 3,96 | -1,18 | 5,0 | 3,1 |
| Febrero    | 20  | 3,93 | -0,03 | 5,3 | 3,1 |
| Marzo      | 22  | 3,83 | -0,10 | 5,0 | 2,9 |
| Abril      | 21  | 4,15 | +0,31 | 5,6 | 2,2 |
| Mayo       | 23  | 4,73 | +0,58 | 6,0 | 1,9 |
| Junio      | 21  | 4,58 | -0,15 | 5,9 | 3,3 |
| Julio      | 21  | 5,00 | +0,42 | 6,2 | 3,5 |
| Agosto     | 23  | 4,84 | -0,16 | 5,9 | 3,5 |
| Septiembre | 20  | 4,68 | -0,16 | 6,1 | 3,5 |
| Octubre    | 23  | 4,87 | +0,19 | 6,1 | 3,5 |
| Noviembre  | 22  | 4,56 | +0,31 | 6,4 | 3,5 |
| Diciembre  | 21  | 4,06 | -0,50 | 5,4 | 1,1 |
| Promedio   | 260 | 4,44 | -0,89 | 6,4 | 1,1 |

### Índice de audiencia promedio 2013
| Enero      | 23  | 4,26 | +0,20 | 5,7 | 2,1 |
| Febrero    | 20  | 4,88 | +0,62 | 6,1 | 3,6 |
| Marzo      | 21  | 5,58 | +0,70 | 7,0 | 3,0 |
| Abril      | 21  | 5,69 | +0,11 | 6,9 | 4,5 |
| Mayo       | 23  | 5,97 | +0,28 | 7,3 | 4,9 |
| Junio      | 20  | 6,28 | +0,31 | 7,7 | 5,0 |
| Julio      | 23  | 5,73 | -0,55 | 7,1 | 3,9 |
| Agosto     | 22  | 5,15 | -0,58 | 6,6 | 3,7 |
| Septiembre | 21  | 5,94 | -0,79 | 7,8 | 4,4 |
| Octubre    | 23  | 5,19 | -0,75 | 6,8 | 3,5 |
| Noviembre  | 20  | 5,98 | +0,79 | 7,6 | 4,6 |
| Diciembre  | 22  | 3,90 | -2,08 | 6,2 | 1,5 |
| Promedio   | 259 | 5,34 | +0,90 | 7,8 | 1,5 |

Cada punto de índice de audiencia equivale a 100.000 espectadores de la Capital Federal y alrededores. Fuente=IBOPE.